# Julien Green
Julien Green (n. Julian Hartridge Green, n. 6 septembrie 1900, Paris, Île-de-France, Franța – d. 13 august 1998, Paris, Île-de-France, Franța) a fost un scriitor american din Franța.
Alături de François Mauriac și Georges Bernanos, aparține orientării catolice.
Romanele sale, sumbre și violente, cu eroi marcați de crize de conștiință, evocă tragicul existențial și au ca mediu provincia franceză.

## Scrieri
- 1927: Adrienne Mesurat
- 1929: Leviathan („Léviathan”)
- 1931: Celălalt somn („L'autre sommeil”)
- 1940: Varoune
- 1950: Moïra
- 1953: Sud
- 1956: Răufăcătorul („Le malfaiteur”)
- 1956: Umbra („L'ombre”)
- 1960: Fiecare în noaptea sa („Chaque homme dans sa nuit”)
- 1928 - 1967: Jurnal („Journal”).